# Харпендинг, Генри
Генри Харпендинг (англ. Henry Cosad Harpending; 13 января 1944 года, Dundee, New York — 3 апреля 2016, Солт-Лейк-Сити) — американский антрополог. Доктор философии (1972), заслуженный профессор Университета Юты, член Национальной академии наук США (1996).
Популяционный генетик, демограф, этнограф и социобиолог. Наиболее известен своей книгой "The 10,000 Year Explosion" (с постоянным соавтором Gregory Cochran). 
К 20-ти годам окончил Hamilton College как бакалавр (1964).
В Гарвардском университете получил степени магистра (1965) и PhD (1972) по антропологии. Затем провел год в Йеле (1972-1973). После чего в штате Университета Нью-Мексико (1973-1985). В 1997 году перешел в Университет Юты из Университета штата Пенсильвания (1985-1997), в последнем удостоился Faculty Scholar Medal.
С 1997 года работал на факультете антропологии Университета Юты, преподаватель антропологии, именной профессор (Thomas Professor). Фелло Американской ассоциации содействия развитию науки. Проводил полевые работы в Африке.
Автор более 120 публикаций. Автор монографии "The Structure of an African Pastoralist Community". Книга "The 10,000 Year Explosion" переведена на китайский, японский, корейский и португальский языки. 
Умер от инсульта.
Остались супруга Renee Pennington и их сын, а также двое детей от первого брака с Patricia Draper, и двое внуков.
Евгенист. Причислялся к белым националистам. Возводил причины промышленной революции к возникшим якобы антропологическим различиям.